# Поль Морейра
По́ль Море́йра (фр. Paul Moreira; нар. 1961, Лісабон, Португалія) — французький журналіст, кінорежисер-документаліст лівої орієнтації. Створив ряд документальних фільмів про конфліктні зони, у тому числі про Ірак, Афганістан, Сомалі. Пол Морейра сприяв становленню жанру журналістських розслідувань на французькому телебаченні. Володар низки міжнародних премій за тележурналістику, його фільм-розслідування «Ірак: Агонія нації» отримав премію за найкращий документальний фільм на 47-му Телевізійному фестивалі в Монте-Карло.

## Біографія
Поль Морейра народився у 1961 році в Португалії, в околицях Лісабона (Португалія). У 1963 році його батьки переїхали до Франції де отримали французьке громадянство для себе і дитини.
У 1984 отримав ступінь магістра з соціології та антропології (фр. maîtrise d'anthropologie) в університеті Париж IV та оволодів спеціальністю «кореспондент преси в англосаксонських країнах» університету Париж III, піврічну практику проходив у США. Кар'єру тележурналіста почав у 1986-му на каналі TF1, у 1990-ті продовжив на «France 3», «France 2» і в агентстві CAPA. У ті ж роки зробив перші самостійні телерепортажі з різних куточків планети: Румунська революція, завершення громадянської війни в Нікарагуа, дитяча злочинність у Бразилії.
У 1999 перейшов на Canal+, де створив і вів програму журналістських розслідувань «90 хвилин». Проведені ним разом з його командою розслідування отримали низку престижних французьких премій. Деякі зі створених фільмів сприяли відкриттю або поновленню кримінальних розслідувань, як, наприклад, фільм про вбивство судді Борреля, що вважалося самогубством. Після значного успіху передачі, і на прохання керівництва каналу, Морейра створив додатковий щотижневий дайджест «Lundi Investigation» («Розслідування в понеділок»).
У 2006 році Морейра залишив Canal+ і створив незалежну телестудію «Premieres Lignes» («Перші рядки»). Відтоді він сам займається підготовкою документальних фільмів з різних гострих питань. Його фільми демонструються на Canal+, ARTE, «France Télévisions», показані у більшості європейських країн, а також у Канаді, Індії, Сінгапурі, Австралії, Японії, Росії.
У 2007 році Морейра опублікував книгу «Нова цензура: За кулісами маніпулювання інформацією». Основною тезою його дослідження стає зовні парадоксальне твердження: чим прозоріше виглядає суспільство, тим непомітнішими і механістичнішими стають способи інформаційного контролю і цензури. Критична стаття про його книгу була під назвою «Інформаційна епоха: Найгірший кошмар Джорджа Орвелла».
У 2016 році Поль Морейра випустив фільм «Україна: Маски революції» (фр. Ukraine, les masques de la révolution), що розповідає про події під час Революції гідності та подій в Одесі 2-го травня 2014 року. Фільм був уперше показаний на каналі Canal+ увечері 1 лютого. Ще до показу Міністерство закордонних справ України звернулося до Вінсента Боллоре, голови наглядової ради Canal+, з проханням не показувати цей фільм, оскільки він «дає глядачеві помилкове уявлення про ситуацію в Україні». Після першого показу фільм отримав змішані критичні відгуки французьких і міжнародних ЗМІ.
5 лютого 2016 року французьке сатиричне видання Charlie Hebdo розмістило на своїй офіційній сторінці у Facebook публікацію, де з гострим гумором назвало Поля Морейру «новим корисним ідіотом», що з'явився у Франції:
|  | Після Депардьє, Надін Морано і Тьєррі Маріані, у Франції з блиском з'явився новий корисний ідіот — Поль Морейра. Його фільм «Україна: маски революції», який транслювався цього тижня на Canal+, радісно підхоплює грубі прийоми путінської пропаганди старанно малюючи (за допомогою брехні й упущення, а також маніпуляцій з монтажем) знак рівності між українськими украй правими добровольчими формуваннями, ЦРУ і революцією Майдану. Оригінальний текст (фр.) Après Depardieu, Nadine Morano et Thierry Mariani, un nouvel idiot utile a été brillamment fabriqué par la France : Paul Moreira. Son documentaire, « Ukraine : les masques de la révolution », diffusé cette semaine sur Canal +, reprend avec bonheur les grosses ficelles de la propagande poutinienne en dessinant laborieusement (à coups de mensonges par omission et de manipulations au montage) un signe égal entre les milices d’extrême droite ukrainiennes, la CIA et la révolution de Maïdan. |

## Фільмографія
| Рік  | Назва                                                 | Оригінальна назва                                               | Додаткова інформація |
| ---- | ----------------------------------------------------- | --------------------------------------------------------------- | --- |
| 2001 | Ісламісти-США: Таємна історія протиприродного альянсу | Islamistes—USA, l'histoire secrète d'une alliance contre-nature | Спільно з Жаном-Батистом Рівуаром. Номіновано на Премію Альбера Лондра                                                                                        |
| 2003 | Розслідування однієї війни без картинок               | Enquête sur une guerre sans images                              | |
| 2003 | У джунглях Багдада                                    | Dans la jungle de Bagdad                                        | |
| 2004 | Влада озброєних повстанців                            | Le pouvoir des rebelles armés                                   | Спільно з Данієлем Лене́. Лаврова гілка Club Audiovisuel de Paris.                                                                                             |
| 2004 | Багдад: Війна бомб                                    | Bagdad, la guerre des bombes                                    | |
| 2005 | Ізраїль: Під таємницею війни колоній                  | Israël, dans le secret de la guerre des colonies                | |
| 2006 | Ірак: Агонія нації                                    | Irak, agonie d'une nation                                       | Приз 47-го Телевізійного фестивалю в Монте-Карло у категорії «Найкращий документальний фільм». Приз FIGRA в категорії «Найкраще журналістське розслідування». |
| 2007 | Працювати до смерті                                   | Travailler à en mourir                                          | |
| 2007 | Померти за машину                                     | Mourir pour la voiture                                          | |
| 2008 | Збройовий трафік і національні інтереси               | Armes trafic et raison d'Etat                                   | Спільно з Давидом Андре. |
| 2009 | Афганістан: На доларовій доріжці                      | Afghanistan, sur la piste des dollars                           | Приз FIGRA у категорії «Найкраще журналістське розслідування».                                                                                                |
| 2010 | Бірма: Опір, бізнес і ядерний секрет                  | Birmanie, résistance, business et secret nucléaire              | |
| 2011 | Іслам, Антихрист і сендвіч з шинкою                   | Islam, Antéchrist et jambon-beurre                              | |
| 2011 | Бункер-Сіті (Міста-бункери)                           | Bunker cities                                                   | |
| 2011 | Токсична Сомалі: Інше піратство                       | Toxic Somalia, l'autre piraterie                                | Премія Іларії Альпи у категорії «Найкращий міжнародний репортаж».                                                                                             |
| 2012 | Відстежені! Розслідування продажів оцифрованої зброї  | Traqués! Enquête sur les marchands d'armes numériques           | |
| 2013 | Тютюн: Нашим дітям промивають мізки                   | Tabac, nos gosses sous intox                                    | |
| 2013 | Подорож на невидиму війну                             | Voyage dans une guerre invisible                                | |
| 2014 | Скоро у вас на тарілках (пряником або батогом)        | Bientôt dans vos assiettes (de gré ou de force)                 | Приз FIGRA у категорії «Найкраще журналістське розслідування».                                                                                                |
| 2015 | Танці з FN                                            | Danse avec le FN                                                | |
| 2016 | Україна: Маски революції                              | Ukraine, les masques de la révolution                           | Показаний (поза конкурсом) на 29-му фестивалі FIPA. |
| 2018 | Всередині російської машини інформаційної війни       | Guerre de l'info : au coeur de la machine russe                 | |